# Hosh Bannaga
Hosh Bannaga is een dorp in Soedan, 150 km ten noorden van de hoofdstad Khartoem. Het dorp is gelegen aan de Nijl. Vanuit het dorp is er een weg naar de hoofdweg richting Khartoem.
Hosh Bannaga beschikt over een ziekenhuis, een school, en een buurtcentrum voor vrouwen en kinderen. Tevens is er een groentemarkt. 
Het dorp is de geboorteplaats van de ex-president van Soedan Omar al-Bashir.